# آلفوسینی کیتا
آلفوسینی کیتا (انگلیسی: Alphousseyni Keita؛ زادهٔ ۳ نوامبر ۱۹۸۵) بازیکن فوتبال اهل مالی بود.
از باشگاه‌هایی که در آن بازی کرده است می‌توان به باشگاه فوتبال لو مان، باشگاه فوتبال آکادمیکا، باشگاه فوتبال نیم المپیک، باشگاه فوتبال ژیل ویسنته، باشگاه ورزشی لیریا، و باشگاه ورزشی جولیبا اشاره کرد.
وی همچنین در تیم ملی فوتبال مالی بازی کرده است.